# Vendégek a tóban
A Vendégek a tóban a Vízipók-csodapók című rajzfilmsorozat harmadik évadának hetedik epizódja. A forgatókönyvet Kertész György írta.

## Cselekmény
Vízipók a rekkenő hőségnek köszönhetően egy csodálatos szépségű pillangóval ismerkedik meg, majd beszédbe elegyedik a tó felszínén cikázó keringőbogarakkal, akik felettébb érdekes élőlények.

## Alkotók
- Rendezte: Szabó Szabolcs, Haui József
- Írta: Kertész György
- Dramaturg: Szentistványi Rita
- Zenéjét szerezte: Pethő Zsolt
- Főcímdalszöveg: Bálint Ágnes
- Ének: ?
- Operatőr: Magyar Gyöngyi, Pugner Edit
- Hangmérnök: Bársony Péter
- Hangasszisztens: Zsebényi Béla
- Effekt: Boros József
- Vágó: Czipauer János, Völler Ágnes
- Háttér: Farkas Antal
- Rajzolták: Kricskovics Zsuzsa, Vágó Sándor
- Kihúzók és kifestők: Miklós Katalin, Rouibi Éva, Szabó Lászlóné
- Asszisztens: Halasi Éva, Varró Lászlóné
- Színes technika: Szabó László
- Felvételvezető: Gödl Beáta
- Gyártásvezető: Vécsy Veronika
- Produkciós vezető: Mikulás Ferenc

- A laboratóriumi munkák a Magyar Filmlaboratórium Vállalatnál készültek
- Készítette a Magyar Televízió megbízásából a Pannónia Filmstúdió

## Szereplők
- Vízipók: Pathó István
- Keresztespók: Harkányi Endre
- Fülescsiga: Móricz Ildikó
- Rózsaszín vízicsiga: Géczy Dorottya
- Kék vízicsiga: Benkő Márta
- Pillangó: Menszátor Magdolna
- Keringőbogarak: Tarján Péter